# Albi (Italien)
 For alternative betydninger, se Albi (flertydig). (Se også artikler, som begynder med Albi)
Albi er en by i Calabrien, Italien med 790 (2023) indbyggere.